# Золотокрылый манакин
Золотокрылый манакин (лат. Masius chrysopterus) — птица из семейства Манакиновые. Единственный вид одноимённого рода Masius. Выделяют пять подвидов.
Распространены в Колумбии, Эквадоре, Перу и Венесуэле. Естественной средой обитания являются горные тропические и сильно деградированные леса.
Золотокрылый манакин питается небольшими фруктами, ягодами и насекомыми.